# Стюарт Вудс
Стюарт Вудс (англ. Stuart Woods; 3 січня 1938, Манчестер, Джорджія, США — 22 липня 2022, Вашингтон, Коннектикут) — американський письменник детективного жанру, нагороджений премією Едгара По і французькою премією «Гран-прі поліцейської літератури».

## Біографія

### Ранні роки
Він закінчив у 1959 році університет Джорджії, отримав ступінь бакалавра мистецтв з соціології. Після закінчення навчання записався до Національної повітряній гвардії, провівши два місяці базової підготовки, перш ніж переїхати до Нью-Йорка, де розпочав кар'єру в рекламній галузі.

### Переїзд до Великої Британії та Ірландії
Наприкінці 1960-х років Вудс емігрував до Великої Британії та жив у лондонському районі Найтсбрідж, продовжуючи працювати в рекламній галузі. Після трьох років перебування в Лондоні Вудс вирішив написати роман, спираючись на стару сімейну історію, яку йому розповіли в дитинстві, і переїхав до Ірландії. Він переїхав у перетворений на житло сарай у замку Лоф-Кутра поблизу Горта, графство Голвей, і вів майже самотнє існування, за винятком того, що проводив два дні на тиждень у Дубліні, писав телевізійні рекламні ролики та друкував рекламні оголошення.

### Заняття вітрильним спортом
Незабаром після переїзду до Ірландії Вудс зайнявся новим захопленням вітрильним спортом. Він приєднався до парусного клубу Galway Bay і навчився плавати в одному з філіалів клубу. Вудс придбав собі філіал і назвав його Фредом, як свою собаку. Взяв участь як початківець у змаганнях навколо Голуей-Бей. Не в змозі знайти надійну людину для формування свого екіпажу, Вудс брав будь-якого підлітка, хто був згоден приєднатися до нього. Також взяв участь у щотижневому національному чемпіонаті у Лаф-Дерг і закінчив його тридцять дев'ятим з шістдесяти вітрильників. Це був найкращий результат Вудса в сезоні.
Наступного року Вудс зробив стільки запливів, скільки треба було. щоб потрапити до дзеркала національного чемпіонату в Слайго. Першу гонку він закінчив 25-м, 70-м — у другій гонці, а в третій — 8-м. Четверту гонку було скасовано через сильний вітер та значну кількість підлітків-учасників. Він зрештою закінчив її 29-м з сімдесяти човнів. Він та його товариш по команді отримали спеціальний приз за те, що Вудс був найстарішим, а екіпаж — найважчим. Надалі у сезоні він проплив навколо Ірландії з другом на Snapdragon 24 і вирішив змагатись у трансатлантичній гонці Observer 1976 року (OSTAR). Восени 1974 року помер дід Вудса, який заповів йому достатньо грошей, щоб придбати придатну для гонки яхту. Вудс замовив таку на базі «Золотий Шемрок» від Рона Голланда і разом із ним працював над розробкою інтер'єру, придатного для перегонів з управлінням однією людиною та особистих потреб Вудса. Надалі він удосконалювався у вітрильному спорті, брав участь у різних гонках. Готуючись до однієї гонки OSTAR, він подав клопотання Комітету гонки про те, щоб він хоче, щоб його яхту вважали ірландською, оскільки, хоча він й американець, проте деякий час живе в Ірландії, навчався в ірландських яхтсменів на ірландських катерах, і його яхта була розроблена і побудована в Ірландії. Комітет дозволити йому брати участь у гонці під ірландськими кольорами.

### Літературна діяльність
Вудс написав розповідь про свій вітрильний досвід і був представлений Рональдом Голландом у Stanford Maritime, лондонське видавництво, що спеціалізується на книгах на морську тематику. «Блакитна вода» (Blue Water) та «Зелений шкіпер» (Green Skipper) були опубліковані в 1977 році.
Друга книга Вудса мала бути написана про британську яхтну гонку 1977 року, але її скасували через проблеми під час гонки. Він переконав своїх видавців дозволити йому змінити обсяг книги і провів літо, проїхавши 12 000 миль навколо Великої Британії та Ірландії, написавши зрештою путівник по заміських ресторанах та готелях. Він відвідав понад 150 закладів і включив до книги 138 з них: 91 заклад в Англії, 13 у Шотландії, 8 у Вельсі та 26 в Ірландії. Два регіони Великої Британії, які він не відвідав, були Північною Ірландією, про що він зауважив — йому не комфортно рекомендувати будь-яке місце, де він боїться побувати, та острови в Ла-Манші. де він не був через брак вільного часу. Спочатку він планував випустити книгу під назвою «Посібник закоханого по улюблених містах Британії та Ірландії», проте Вудс зрозумів, що подружні пари можуть відчути себе відчуженими, і змінив назву на «Романтичний путівник по сільських корчмах Великої Британії та Ірландії», визначаючи що романтичний — це «людина, сприйнятлива до чарівності», на додаток до визначення «Короткого оксфордського словника» про когось, що «піддається романтиці, уяві … прозорливості … сповідує велич живопису чи пристрасті чи нерегулярну красу до кінця та пропорції».
Перший детективний роман Вудса «Шефи» (Chiefs), був опублікований у березні 1981 року. Історія була натхненна значком начальника поліції, який Вудс знайшов у будинку його бабусі. Значок був зафарбований кров'ю і позначений відбитком. Це належало його дідові, який носив його і помер за 10 років до того, як Вудс народився. Він подав перші сто сторінок і задум трьом видавцям, які його відхилили, перш ніж видавництво Нортона купило права на публікацію за 7500 доларів. Пізніше він заявив, що книгу було продано недописаною, тому він міг би отримати набагато більше грошей, якби вона була завершена. 20 тисяч примірників книги були надруковані в твердій обкладинці, але видавництво мало зробило для просування книги. Він уклав контракт з Bantam Books, щоб надрукувати видання у м'якій обкладинці. У 1983 році роман було адаптовано до однойменного телевізійного міні-серіалу, в якому знялися Чарлтон Гестон, Денні Ґловер, Біллі Ді Вільямс, Стівен Коллінз та Джон Гудмен. Телеканал CBS транслював міні-серіал протягом трьох ночей, і він був номінований на три нагороди Еммі та одну премію Едді. Успіх викликав інтерес до книги, і Вудс був нагороджений премією Едгара По в категорії «Найкращий перший роман».
Найбільш відома його серія романів про Стоуна Баррінгтона, колишнього детектива NYPD, який став адвокатом престижної юридичної фірми і розглядає чутливі справи відомих клієнтів фірми, але такі справи, з якими фірма все ж не бажає бути публічно пов'язаною. Окрім цієї серії Вудс написав ще декілька.
Вудс опублікував спогад, книгу про подорожі, а також має двадцять дев'ять поспіль бестселерів New York Times у твердій обкладинці. Станом на 2020 рік у його доробку 84 опубліковані романи.

## Книги

### Серія Вілла Лі
- Chiefs[en] (Шефи) (1981) (нагороджений премією Едгара По);
- Run Before the Wind (Йти на фордевінд) (1983);
- Deep Lie (Велика брехня) (1986);
- Grass Roots (Корені трави) (1989);
- The Run (Біг) (2000);
- Capital Crimes[en] (Капітальні злочини) (2003);
- Mounting Fears[en] (Гірські страхи) (2009).

### Серія Стоуна Баррінгтона
- New York Dead[en] (Нью-Йорк мертвий) (1991);
- Dirt (Бруд) (1996);
- Dead in the Water[en] (Мертві у воді) (1997) (нагороджений премією Брема Стокера);
- Swimming to Catalina[en] (Плавання до Каталіни) (1998);
- Worst Fears Realized (Реалізація найгірших страхів) (1999);
- L.A. Dead (Лос-Анджелес мертвий) (2000);
- Cold Paradise (Холодний рай) (2001);
- The Short Forever (Короткий вічний час) (2001);
- Dirty Work (Брудна робота) (2002);
- Reckless Abandon (Безрозсудна відмова) (2004);
- Two Dollar Bill (Дві доларові купюри) (2005);
- Dark Harbor (Темна гавань) (2006);
- Fresh Disasters (Свіжі катастрофи) (2007);
- Shoot Him If He Runs (Стріляйте в нього, якщо він побіжить) (2007);
- Hot Mahogany (Гаряче червоне дерево) (2008);
- Loitering with Intent (Тиняючись без наміру) (2009);
- Kisser (цілувальник) (2010);
- Lucid Intervals (Зрозумілі інтервали) (2010);
- Strategic Moves (Стратегічні кроки) (2011);
- Bel-Air Dead (Бел-Ейр мертвий) (2011);
- Son of Stone (Син камня) (2011);
- D.C. Dead (Округ Колумбія мертвий) (2011);
- Unnatural Acts (Неприродні вчинки) (2012);
- Severe Clear (Сильна хмарність) (2012);
- Collateral Damage (Побічна шкода) (2013);
- Unintended Consequences (Непередбачені наслідки) (2013);
- Doing Hard Time (Діяння тяжкого часу) (2013);
- Standup Guy (Встань хлопець) (2014);
- Carnal Curiosity (Плотська цікавість) (2014);
- Cut and Thrust (Вирізати і засунути) (2014);
- Paris Match (Паризький матч) (2014);
- Insatiable Appetites (Ненаситні апетити) (2015);
- Hot Pursuit (Переслідування по гарячих слідах) (2015);
- Naked Greed (Гола жадібність) (2015);
- Foreign Affairs (Зовнішні справи) (2015);
- Scandalous Behavior (Скандальна поведінка) (2016);
- Family Jewels (Сімейні коштовності) (2016);
- Dishonorable Intentions (Нечесні наміри) (2016);
- Sex, Lies, and Serious Money (Секс, брехня та серйозні гроші) (2016);
- Below the Belt (Нижче пояса) (2017);
- Fast & Loose (Швидко і вільно) (2017);
- Indecent Exposure (Непристойне оголення) (2017);
- Quick & Dirty (Швидкий і брудний) (2017);
- Unbound (Без обмежень) (2018);
- Shoot First (Стріляй першим) (2018);
- Turbulence (Турбулентність) (2018);
- Desperate Measures (Відчайдушні заходи) (2018);
- A Delicate Touch (Ніжний дотик) (2018);
- Wild Card (Непередбачувана карта) (2019);
- Contraband (Контрабанда) (2019);
- Stealth (Хитрість) (2019);
- Treason (Зрада) (2019);
- Hit List (Список звернень) (2020).

### Серія Голлі Баркер
- Orchid Beach (Пляж орхідеї) (1998);
- Orchid Blues (Блюзи орхідеї) (2001);
- Blood Orchid (Кривавва орхідея) (2002);
- Iron Orchid (Залізна орхідея) (2005);
- Hothouse Orchid (Теплична орхідея) (2008).

### Серія Еда Ігла
- Santa Fe Rules (Правила Санта-Фе) (1992);
- Short Straw (Коротка соломка) (2006);
- Santa Fe Dead (Санта-Фе мертвий) (2008);
- Santa Fe Edge (Окраїна Санта-Фе) (2010).

### Серія Ріка Баррона
- The Prince of Beverly Hills (Принц Беверлі-Гіллз) (2004);
- Beverly Hills Dead (Беверлі-Гіллз мертві) (2008)

### Серія Тедді Фея (разом з Парнелом Голлом,Parnell Hall[en])
- Smooth Operator (Спритний ділок) (2016);
- The Money Shot (Грошовий постріл) (2018);
- Skin Game (Шкірна гра) (2019);
- Bombshell (Неймовірна новина) (2020);
- Jackpot (Джекпот) (2021) (разом з Бріон Квартемаус)[8].

### Інші романи
- Under the Lake (Під озером) (1987);
- White Cargo (Білий вантаж) (1988);
- Palindrome (Паліндром) (1990);
- L.A. Times (Лос-Анжелес Таймс) (1993);
- Dead Eyes (Мертві очі) (1994);
- Heat (Спека) (1994);
- Imperfect Strangers (Недосконалі незнайомці) (1995) (нагороджений Гран-Прі поліцейської літератури)
- Choke (Удушення) (1995);

### Інші твори
- A Romantic's Guide to the Country Inns of Britain and Ireland (Романтичний путівник по сільських корчмах Великої Британії та Ірландії) (1979)
- Blue Water, Green Skipper. (Блакитна вода, зелений шкіпер) 1997. W. W. Norton & Company. ISBN 0-393-03203-5.